# Metro (snabbköp)
Metro var en svensk snabbköpskedja som huvudsakligen bedrev verksamhet i Stockholmsområdet. 
Metrobutikerna hade sitt ursprung i den 1894 grundade kolonialvarufirman AB Carl Söderberg som sålde spannmål i Stockholm och importerade kaffe till Europa från Sydamerika. 1935 köpte bolaget Stockholms bageri AB, som förutom bageriverksamhet även drev mjölkbutiker. 1949 öppnade man Stockholms första snabbköpsbutik i Västertorp. 1954 tecknades ett avtal med NK-koncernens livsmedelssektor, samma år ändrades bolagsnamnet till Metro-Stockholmsbagarn AB och 1955 till Metro-butikerna AB. Carl Söderberg lämnade 1939 över ledningen av bolaget till svärsonen Henrik Nordmark som 1971 sålde bolaget till sin son Carl Henrik Nordmark. 1980 köpte man upp Martin Olssons butiker.
Butikerna övertogs med början under 1980-talet och fullständigt 1992 av ICA, som vid det senare årtalet också övertog rätten till namnet. Några av butikerna fortsatte under ett antal år att heta Metro och även enstaka ICA-butiker skyltades för en tid om till Metro, fast butiken i Fältöversten såldes till Sabis. Innan ICA tog över, ägdes Metrobutikerna av Carl Henrik Nordmark.